# Maestro di San Torpè

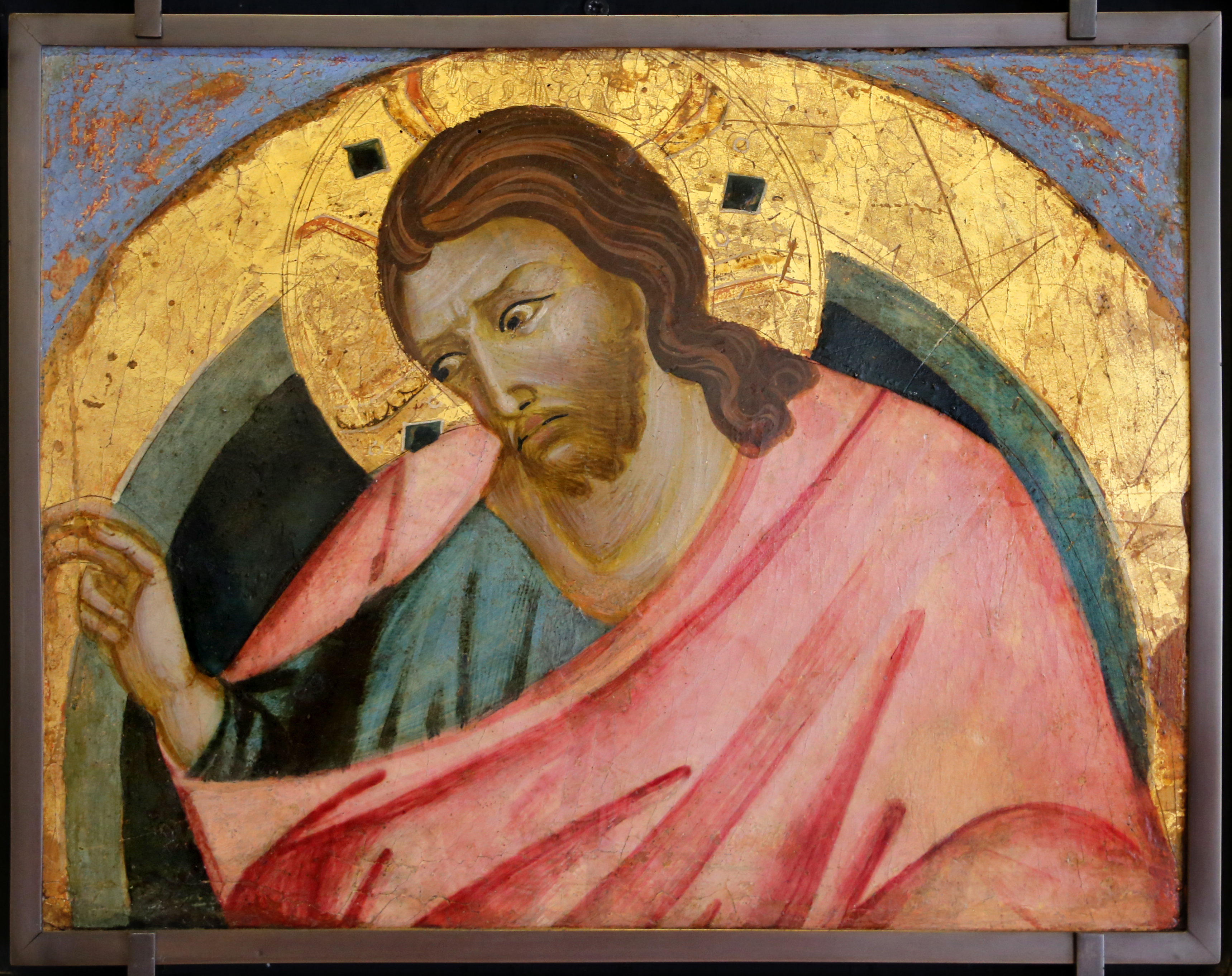
Cristo benedicente, 1310 circa, Musée du Petit Palais, Avignone

Il Maestro di San Torpè (... – XIV secolo) è stato un pittore italiano attivo dal 1290 al 1320 circa, in particolare a Pisa e dintorni, dove fu il più eminente tra la morte di Cimabue (1301) e l'arrivo di Simone Martini (1320).

## Biografia
Numerosi storici stimano che il maestro di San Torpè fosse presente nel cantiere di Assisi, a fianco di Cimabue, e Luciano Bellosi gli ha anche attribuito un angelo sul muro di fondo del transetto sinistro della basilica superiore. Le sue opere giovanili sono comunque caratterizzate da un forte espressionismo, molto vicino a quello di Cimabue, come ad esempio nel Cristo benedicente di Avignone. 
Anche se a volte mostra il suo attaccamento alla tradizione del XIII secolo, le sue opere successive testimoniano l'assimilazione dell'arte di Duccio di Buoninsegna e Giotto: così l'Angelo nell'affresco della chiesa di San Michele in Borgo, che “pur essendo influenzato da Cimabue, presenta già un chiaroscuro strutturato da una fonte di luce proveniente da sinistra; la lezione di Cimabue non sarebbe stata sufficiente per raggiungere questo risultato".
Intorno al 1300, eseguì un imponente affresco, Madonna col Bambino, per il Duomo di Pisa, un'opera che diede inizio alla sua maturità. Secondo un articolo di Roberto Longhi pubblicato nel 1962, avrebbe quindi svolto un ruolo di primo piano a Pisa, e la sua bottega avrebbe ottenuto molteplici ordini (in particolare la Vergine col Bambino eponima di San Torpé, il polittico Cinquini e altre). Questo giudizio spiega in gran parte il numero di opere pisane, a partire dall'inizio del XIV secolo, che, quasi per impostazione predefinita, gli erano state attribuite, rendendo nel tempo il suo corpus altamente eterogeneo. 
Gli storici dell'arte hanno quindi recentemente avviato un'opera di rivalutazione, che ha avuto come primi risultati quelli di escludere pezzi famosi e attribuiti all'inizio al Maestro di San Torpè come il polittico, una Vergine con Cardellino nel Museo Nazionale San Matteo di Pisa e San Giovanni Evangelista nel museo Lindenau di Altenburg, polittico ora attribuito a Memmo di Filipuccio. Due gruppi di opere furono infine distinti: il primo comprende la Madonna con Bambino del duomo di Pisa, quella del Seminario di Pisa, quella della chiesa di Casciana Terme, nonché il Crocifisso del Belvedere di Crespina. Il secondo si combina con l'omonima Vergine col Bambino, del museo di San Matteo, di Campiglia Marittima, Morrona, Seattle e infine Digione. 
Nel 1974, Enzo Carli propose di identificare il Maestro di San Torpè con Vanni di Bindo (anche noto con il nome di Vanni di Piastra o Pistoia), pittore e scultore di scuola pisana, documentato dal 1303 al 1318, identificazione ripetuta più volte da Mariagiulia Burresi e Antonino Caleca nel 2003 e 2005. Linda Pisani non esclude questa identificazione. 
Gli sono anche attribuiti manoscritti miniati come i due corali francescani (m. 190; m. 528) della Biblioteca dell'Università di Pisa.

## Principali opere attribuite

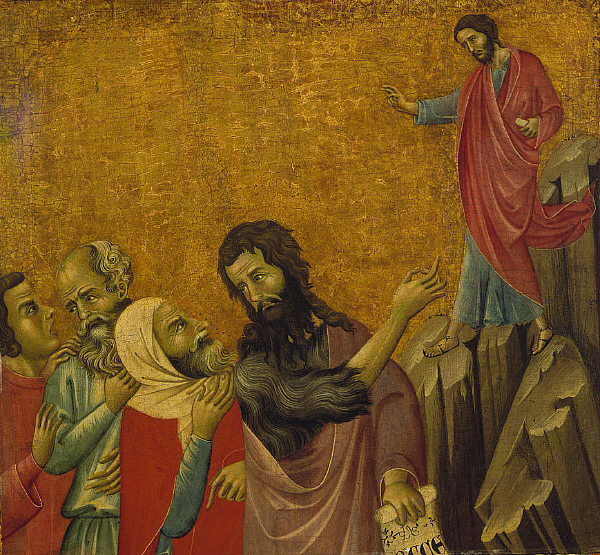
San Giovanni Battista che presenta Cristo ai sacerdoti ebrei, oro e tempera su legno, 61×66,4, Saint Louis, Museo d'Arte (inv. 46: 1941)

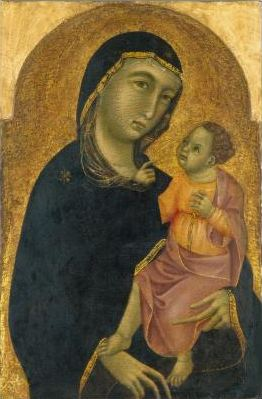
Madonna col Bambino (circa 1325), oro e tempera su legno, 53,7×35,9, Seattle, Art Museum, collezione Samuel H. Kress (inv. 61.152 - K.309)

- Assisi, Arcangelo, affresco, basilica superiore, intradosso, parete posteriore del transetto sinistro[12]
- Avignone, Cristo benedicente, oro e tempera su legno, 28×35 , Musée du Petit Palais, (inv. Calvet 22813)[2]
- Campiglia Marittima, frammento di Maestà, propositura di San Lorenzo[13]
- Casciana Terme, Madonna del cardellino, chiesa di santa Maria Assunta
- Digione, Benedizione della Vergine con il bambino (intorno al 1310), oro e tempera su legno, 70×45, Musée Magnin (inv. 1938 E480).
- Livorno, Santa Giulia e scene della sua vita, Museo di Santa Giulia
- Morrona, Terricciola, Madonna col Bambino e due angeli, Badia di Morrona
- Pisa
  - Maestà (1300 circa), affresco, Duomo
  - Crocifisso del Belvedere di Crespina (circa 1315-1320), Museo Nazionale di San Matteo
  - Madonna col Bambino, Museo Nazionale di San Matteo
  - Polittico Cinquini (1320-25 circa)[14] oggi disperso ma originariamente destinato al Duomo di Pisa: 
    - Madonna col Bambino, oro e tempera su legno, 60×38,3, Firenze, Uffizi (inv. 1890 n. 9920)
    - San Paolo, oro e tempera su legno, 71×32 , Pisa, Museo Nazionale di San Matteo
    - San Giovanni Evangelista, oro e tempera su legno, 70×35, Pisa, Museo Nazionale di San Matteo
    - Isaia, Firenze, coll. privata

  - Arcangelo, affresco, chiesa di San Michele in Borgo, finestra interna del portale sinistro[12]
  - Vergine con bambino (circa 1330), oro e tempera su legno, 77×52, Pisa, Chiesa di San Torpè[15]
  - Madonna col Bambino, Pisa, seminario
- Raleigh, Pannello di Raleigh, tra cui Uomo del dolore, Vergine e Bambino, San Francesco, San Domenico (circa 1310-15), oro e tempera su legno, 48,3×37,5, Rhode Island School of Design di Providence, collezione Samuel H. Kress (inv. 60.17.3 - K.292)[10]
- Saint Louis, San Giovanni Battista che presenta Cristo ai sacerdoti ebrei (circa 1310-1320), oro e tempera su legno, 61×66,4, Saint Louis, Museo d'arte (inv. 46: 1941)
- Seattle, Madonna col Bambino (circa 1325), oro e tempera su legno, 53,7×35,9, Art Museum, collezione Samuel H. Kress (inv. 61.152 - K.309)
- Treggiaia, Madonna col Bambino tra i santi Lorenzo e Bartolomeo, nota come Madonna di Ripaia, oratorio della Madonna di Ripaia